# Coupe de France masculine de handball 1991-1992
Navigation
Coupe de France 1990-1991 Coupe de France 1992-1993
La coupe de France masculine de handball 1991-1992 est la 11e édition de la compétition.
Le HB Vénissieux 85 conserve son titre en remportant sa seconde coupe de France en disposant en finale de l'OM Vitrolles. Vénissieux étant également Champion de France, l'OM Vitrolles obtient la place qualificative en Coupe d'Europe des vainqueurs de coupe, ce qui constituera la première victoire française en coupe d'Europe.

## Modalités
La compétition est ouverte aux vingt quatre clubs de Performance de Division Nationale 1A et Division Nationale 1B.
Les trois clubs qualifiés pour participer aux coupes d'Europe (le HB Vénissieux 85, l'OM Vitrolles et l'US Créteil) et cinq clubs tirés au sort par la commission du handball de Performance sont exempts du premier tour. Les seize clubs restants se rencontrent en matches aller et
retour. Les rencontres sont intégralement tirées au sort. Le club premier tiré reçoit au match aller.

## Résultats

### Huitièmes de finale
Les huitièmes de finale se sont joués en matchs aller (7 et 8 décembre 1991) et retour (18 décembre 1991), :
| Club 1                      | Scores  | Scores   | Scores  | Club 2                       |
| Club 1                      | Aller   | Total    | Retour  | Club 2                       |
| --------------------------- | ------- | -------- | ------- | ---------------------------- |
| HB Vénissieux 85            | 27 – 15 | 61 – 28  | 34 – 13 | SMEC Metz (N1B)              |
| HBC Villeneuve d'Ascq (N1B) | 26 – 32 | 50 – 61  | 24 – 29 | CSM Finances-Levallois (N1B) |
| Paris-Asnières              | 19 – 26 | 49* – 49 | 30 – 23 | HBC Anzin-Valenciennes (N1B) |
| ASL Robertsau (N1B)         | 24 – 28 | 49 – 55  | 25 – 27 | Mulhouse Sud-Alsace          |
| Girondins de Bordeaux HBC   | 28 – 25 | 48 – 57  | 20 – 32 | US Créteil                   |
| US Ivry                     | 29 – 19 | 44 – 42  | 15 – 23 | Montpellier Handball         |
| Villeurbanne HB (N1B)       | 22 – 19 | 44* – 44 | 22 – 25 | USM Gagny 93                 |
| USAM Nîmes 30               | 22 – 28 | 42 – 52  | 20 – 24 | OM Vitrolles                 |

* Vainqueur selon la règle du nombre de buts marqués à l'extérieur.

### Quarts de finale
Les quarts de finale se sont joués en matchs aller (5 février 1992) et retour (7 ou 8 février 1992) :
| Club 1              | Scores  | Scores  | Scores  | Club 2                       |
| Club 1              | Aller   | Total   | Retour  | Club 2                       |
| ------------------- | ------- | ------- | ------- | ---------------------------- |
| Paris-Asnières      | 29 – 27 | 59 – 51 | 30 – 24 | CSM Finances-Levallois (N1B) |
| OM Vitrolles        | 20 – 15 | 39 – 33 | 19 – 18 | US Ivry                      |
| HB Vénissieux 85    | 25 – 22 | 47 – 41 | 22 – 19 | US Créteil                   |
| Mulhouse Sud-Alsace | 29 – 18 | 51 – 47 | 22 – 29 | Villeurbanne HBC (N1B)       |

### Demi-finales
Les demi-finales se sont disputées le 25 avril 1992 au Gymnase des Gratte-Ciel de Villeurbanne :
- OM Vitrolles b. Mulhouse Sud-Alsace : 28-16 (14-10).
  - Arbitrage de MM. Baro et Boyer.
  - O.M.-Vitrolles : Jacques (1), Maurelli (1), Cochard (9), Lobanoff (4), Gigleux (1), Kuzmanovski (4, dont 3 pen.), É. Quintin (3), Y. Quintin (4), Bouaouli (1).
  - Mulhouse Sud-Alsace : Bertrand (6). Bernard (5, dont 2 pen.), Bouacida (1), Jovicic (1), Bracon (3).

- HB Vénissieux 85 b. Paris-Asnières : 26- 21 (12-12). 
  - Arbitrage de MM. Carle et Lelarge.
  - H.B. Vénissieux 85 : Lathoud (7), Moualek (4, dont 3 pen.), Calic (3) Monthurel (3), Julia (1), Munier (2), Ouerghemmi (4), Kervadec (2).
  - Paris-Asnières : Roșca (1), Mocanu (3, dont 1 pen.), Certeaux (3), Guignard (1), Cazal (11, dont 1 pen.), Latchimy (1), Cochery (1).

### Finale
La finale s’est disputée le 26 avril 1992 au Palais des sports de Lyon. L’OM Vitrolles prend le meilleur départ dans cette finale : menant de trois buts à la mi-temps (12-9), les Marseillais ont déjà une main sur la coupe lorsqu’à cinq minutes de la fin du match ils possèdent 4 buts d’avance (19-15). Mais les Vénissians, qui évoluent quasiment à domicile, entament une inespérée remontée et, à trente-cinq secondes de la fin du temps réglementaire, égalisent à 19-19 par Philippe Julia : une prolongation de deux fois cinq minutes est nécessaire pour départager les deux équipes. Vénissieux marque le premier par l’intermédiaire de Laurent Munier et passe en tête pour la première fois de la rencontre. Si les coéquipiers de Mirko Bašić parviennent à égaliser, les joueurs de Sead Hasanefendić enchainent par un 4-0 pour s’imposer dans cette finale. 
| 26 avril 1992 | HB Vénissieux 85 | 24 – 20 (ap)  | OM Vitrolles | Palais des sports de Lyon Affluence : 4 500 Arbitrage : MM. Lux et Lelarge |
| 26 avril 1992 | Lathoud (4), Moualek (4 pen.), Perreux (1), Lepetit (1), Monthurel (2), Munier (5, dont 1 pen.), Julia (2), Ouerghemmi (4), Amalou (1). Lukić (GB) | (9-12, 19-19) | Jacques (1), Maurelli (2, dont un 1 pen.), Cochard (1), Lobanoff (1), Kuzmanovski (5, dont 1 pen.), É. Quintin (4), Richardson (5), Bouaouli (1). Bašić (GB) | Palais des sports de Lyon Affluence : 4 500 Arbitrage : MM. Lux et Lelarge |
| 26 avril 1992 | Prol. : 5-1 |               | | Palais des sports de Lyon Affluence : 4 500 Arbitrage : MM. Lux et Lelarge |
| 26 avril 1992 | Rapport FFHB |               | | Palais des sports de Lyon Affluence : 4 500 Arbitrage : MM. Lux et Lelarge |

## Vainqueur final

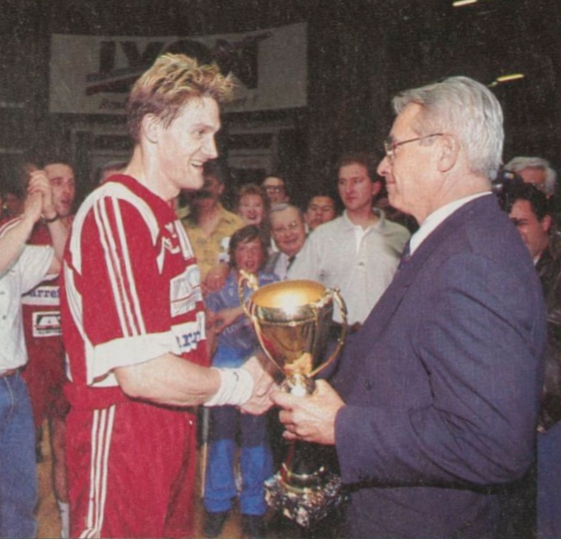
Laurent Munier reçoit la Coupe de France des mains de Jean-Pierre Lacoux.

| Coupe de France masculine 1991-1992 HB Vénissieux 85 (2e coupe de France) |

L'effectif pour la saison 1991-1992 était :
- Gardiens de but (3) : Dejan Lukić, Yann Demeyer, Luc Soubeyrat.
- Joueurs de champ (14) : Gaël Monthurel (103 buts), Denis Lathoud (80), Zoran Calić (75), Laurent Munier (54), Stéphane Moualek (45), Thierry Perreux (38), Philippe Julia (29), Patrick Lepetit (27), Christophe Perli (21), Guéric Kervadec (18), Slimane Ouerghemmi (12), Éric Amalou (11), Pascal Champenoy (8) , Armel Merlaud (0).
- entraîneurs : Sead Hasanefendić, Gérald de Haro (adjoint).